# Kalles sex liv
Kalles sex liv är en svensk TV-serie i sex avsnitt som hade premiär på SVT i augusti 2017. Serien kan ses som en föregångare till Kalles och Britas sex liv då temat är likartat. I programmet träffar Kalle Zackari Wahlström människor som söker lyckan genom att leva annorlunda.

## Avsnitt[2]
Del 1: Kalle reser till Spanien där han träffar Per och Lina, som ska cykla jorden runt.
Del 2: Kalle reser Stjärnsund där han träffar David som själv tillverkar allt han behöver.
Del 3: Kalle reser till fjällen där han träffar Miranda som lever nära naturen. 
Del 4: Kalle träffar Calle och Bella som största delen av året bor i sin bil och gör vad som faller dem in.
Del 5: Kalle reser till Malung där han träffar Täpp Lars som varje sommar lever utan vare sig elektricitet eller vatten i kran. 
Del 6: Kalle träffar Lars Fält som är överlevnadsexpert, och han ska hjälpa Kalle att överleva i skogen under 48 timmar utan mat.